# Чемпионат России по пауэрлифтингу 2015
Чемпионат России по пауэрлифтингу 2015 года проводился с 26 февраля по 1 марта во Владивостоке.

## Призёры

### Мужчины
| Категории    | Золото                                                     | Серебро                                                    | Бронза                                                       |
| ------------ | ---------------------------------------------------------- | ---------------------------------------------------------- | ------------------------------------------------------------ |
| до 59 кг     | Сергей Федосиенко · Новосибирская область                  | Александр Колбин · Мордовия                                | Кирилл Круть · Ямало-Ненецкий автономный округ               |
| до 66 кг     | Константин Данилов · Иркутская область                     | Сергей Гладких · Красноярский край                         | Александр Молин · Красноярский край                          |
| до 74 кг     | Сергей Гайшинец · Иркутская область                        | Анатолий Горячок · Севастополь                             | Александр Шипчин · Ульяновская область                       |
| до 83 кг     | Алексей Сорокин · Новосибирская область                    | Евгений Васюков · Ханты-Мансийский автономный округ — Югра | Иван Давыдов · Кемеровская область                           |
| до 93 кг     | Сергей Машинцов · Ханты-Мансийский автономный округ — Югра | Николай Булатов · Кемеровская область                      | Владимир Агафонов · Ханты-Мансийский автономный округ — Югра |
| до 105 кг    | Андрей Быстров · Кемеровская область                       | Алексей Картель · Тюменская область                        | Руслан Басиров · Хабаровский край                            |
| до 120 кг    | Алексей Фокин · Смоленская область                         | Иван Горячев · Ямало-Ненецкий автономный округ             | Максим Титов · Ульяновская область                           |
| свыше 120 кг | Андрей Коновалов · Самарская область                       | Антон Солодов · Архангельская область                      | Дмитрий Докалин · Красноярский край                          |

### Женщины
| Категории   | Золото                                                | Серебро                                | Бронза                               |
| ----------- | ----------------------------------------------------- | -------------------------------------- | ------------------------------------ |
| до 47 кг    | Светлана Сайдашева · Ульяновская область              | Кристина Москалёва · Иркутская область | Марина Кияшко · Приморский край      |
| до 52 кг    | Наталья Сальникова · Ульяновская область              | Наталья Токарева · Кемеровская область | Людмила Фёдорова · Якутия            |
| до 57 кг    | Юлия Вавилова · Санкт-Петербург                       | Любовь Потанина · Тюменская область    | Елена Щербакова · Красноярский край  |
| до 63 кг    | Мария Дубенская · Калужская область                   | Ирина Полетаева · Кемеровская область  | Ольга Адамович · Иркутская область   |
| до 72 кг    | Юлия Медведева · Свердловская область                 | Анна Новикова · Московская область     | Ангелина Еловикова · Приморский край |
| до 84 кг    | Валерия Тимощук · Приморский край                     | Надежда Синдикас · Кемеровская область | Екатерина Братус · Республика Коми   |
| свыше 84 кг | Ольга Гемалетдинова · Ямало-Ненецкий автономный округ | Елена Кучеренко · Иркутская область    | Юлия Бушуева · Севастополь           |